# Akyel
Akyel ist ein türkischer männlicher Vorname und Familienname.

## Namensträger

### Familienname
- Fatih Akyel (* 1977), türkischer Fußballspieler und -trainer
- Yusuf  Akyel (* 1991), türkischer Fußballspieler